# اسپرس ونوسا
اسپرس ونوسا (نام علمی: Onobrychis venosa) نام یک گونه از سرده اسپرس است.